# Neukirchen (Nordfriesland)

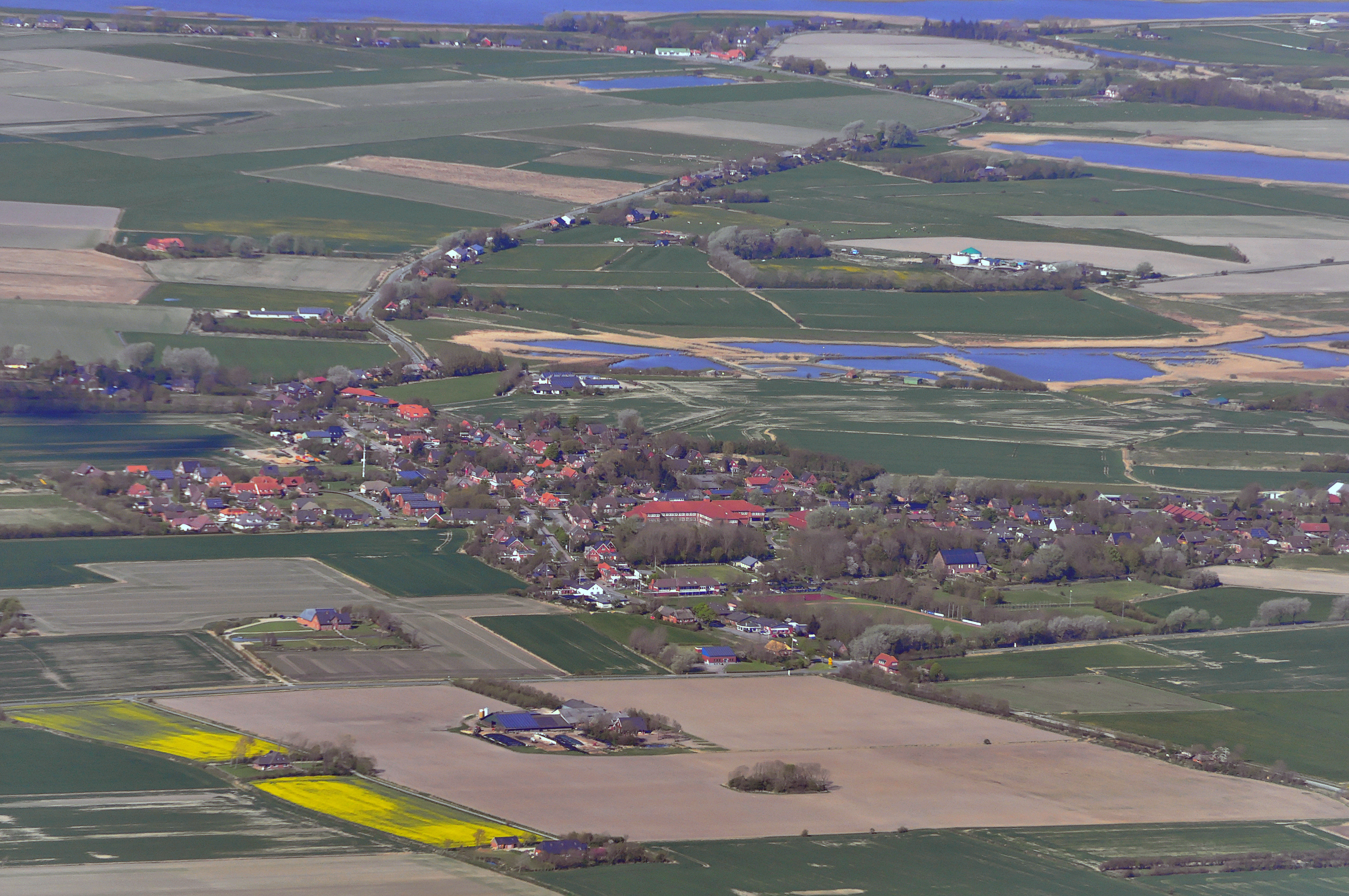
Neukirchen von oben

Neukirchen (dänisch: Nykirke, friesisch: Naischöspel, plattdeutsch Niekarken) ist eine Gemeinde im Kreis Nordfriesland in Schleswig-Holstein.

## Geographie

### Geographische Lage

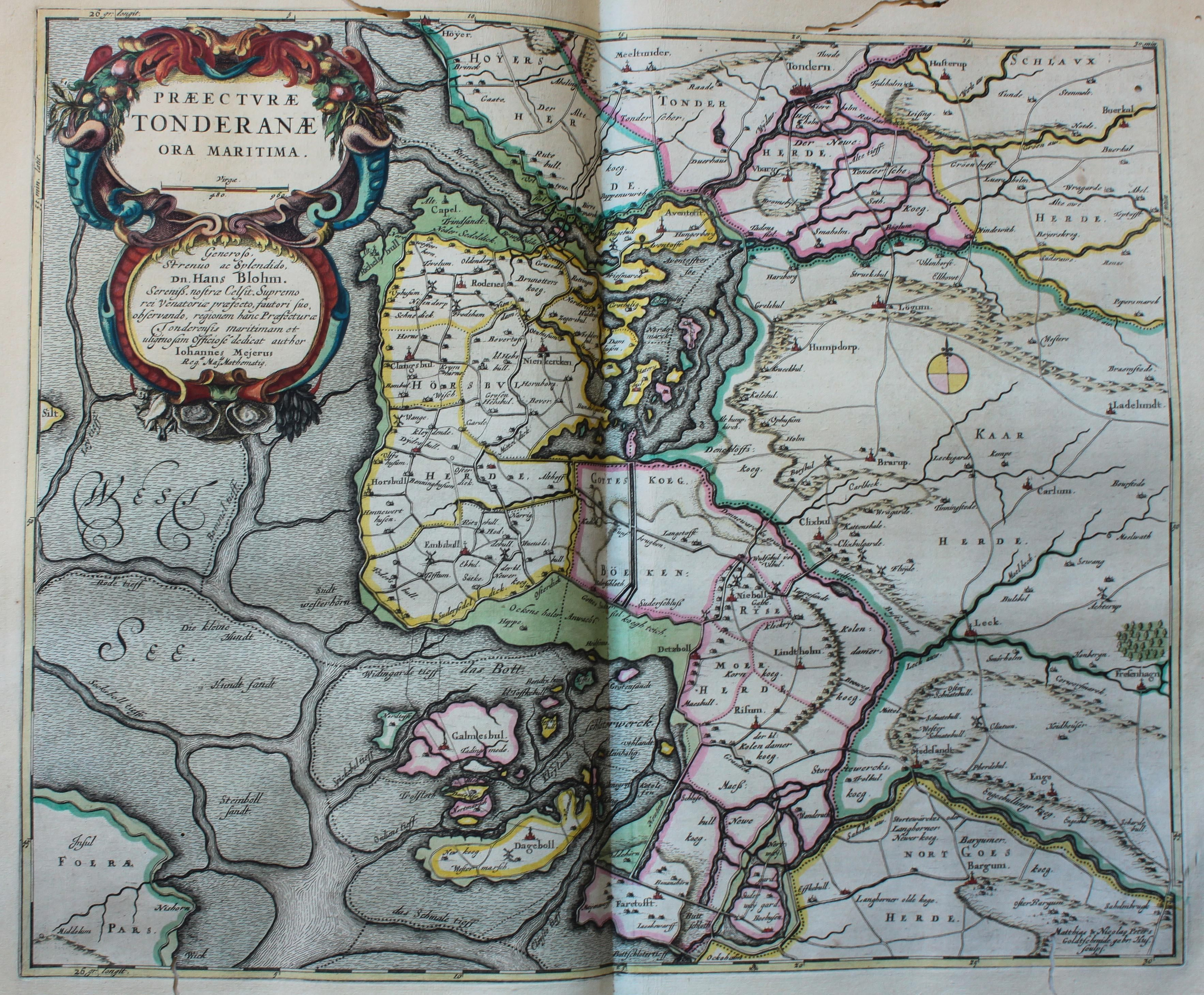
Historische Karte der Tondernschen Marsch am Rande der Horsbüllharde nach Joan Blaeu aus dem Atlas Maior.

Das Gemeindegebiet von Neukirchen erstreckt sich im Norden des Naturraums Nordfriesische Marsch in der historischen Region Wiedingharde, die in mittelalterlicher Zeit zum Landschaftsbereich der sogenannten Uthlande zählte. In kurzer Distanz weiter nördlich verläuft der Strom Wiedau (dänisch Vidå) am Gemeindegebiet vorbei und mündet nordwestlich beim nordschleswigschen Hoyer (dänisch Højer) in das Wattenmeergebiet des dänischen Nationalpark Vadehavet.

### Ortsteile
Die Siedlungsstruktur Neukirchens weist eine äußerst ländliche Prägung auf. Neben dem namenstiftenden Dorf umfasst die Gemeinde ein Vielzahl von kleineren Häusergruppen und Hof-/Höfesiedlungen. Die wohl bekannteste unter ihnen ist Seebüll, ehemals Wohn- und Arbeitsort des Malers Emil Nolde. Weitere sogenannte Häusersiedlung sind Hesbüll, Beim Siel, Nordosterdeich und Süderdeich.

### Nachbargemeinden
Benachbarte Gemeindegebiete von Neukirchen sind:
| Rodenäs   | Aventoft                                    |                   |
| Klanxbüll | Kompassrose, die auf Nachbargemeinden zeigt | Humptrup, Uphusum |
|           | Emmelsbüll-Horsbüll, Niebüll                |                   |

### Geologie
Die geologische Struktur des Gemeindegebiets geht zurück bis in die Zeit des Mittelalters mit den Eindeichungen des Brunottenkoogs und Gotteskoogs. Das Marschland wird heute überwiegend als Kleimarsch eingestuft. Das Relief ist absolut flach und befindet sich teilweise unterhalb des Meeresspiegels. Insbesondere um die landwirtschaftlichen Nutzungsmöglichkeiten umfassend nutzen zu können, bedurfte es ausgeklügelter Maßnahmen aus dem Bereich der Wasserbaus. Die Anwendung dieser konnten vollumfänglich erst im 20. Jahrhundert mit der Trockenlegung des Gotteskoogssees gelöst werden. Ein Deich- und Sielmuseum zeigt verschiedene Deichprofile in Originalgröße (Lage).
Die Geologische Übersichtskarte weist für das Gemeindegebiet überwiegend „Brackische Ablagerungen der Bodenart Marschenschluff bis-ton“ aus. Die Entwässerung des Gemeindelands erfolgt heute in weiten Teilen über die Schmale und das benachbarte Schöpfwerk Verlath (Aventoft) in den Ruttebüller See.

## Geschichte
Neukirchen wurde erstmals 1231 im Waldemar-Erdbuch als Kirchdorf erwähnt. Die St.-Johannes-Kirche wurde kurz vorher als spätromanischer Backsteinbau errichtet und besitzt heute noch eine bemerkenswerte Ausstattung aus mittelalterlicher bis barocker Zeit.
Bei der Eindeichung der Wiedingharde 1436, dem Bau des sogenannten Goldenen Rings, blieb das auf Warften liegende Dorf außen vor. Erst die Eindeichung des Gotteskooges 1566 brachte dauernden Schutz vor dem Meer.
In der Zeit der Zugehörigkeit zum dänischen Gesamtstaat war Neukirchen Hauptort des gleichnamigen Kirchspiels und administrativ Teil der Wiedingharde innerhalb des Tønder Amt. Nach dem Deutsch-Dänischen Krieg im Jahr 1864 kam der Ort 1867 zur preußischen Provinz Schleswig-Holstein. Neukirchen war ab 1889 bis 1967 Verwaltungssitz des Amtsbezirks bzw. Amtes Neukirchen und danach bis zum 30. September 2005 des Amtes Wiedingharde.

## Politik

### Gemeindevertretung
Bei der Wahl zum Gemeinderat am 14. Mai 2023 wurden insgesamt elf Sitze vergeben. Von diesen erhielt die AN fünf Sitze, die AWG drei Sitze, der SSW zwei Sitze und die CDU einen Sitz.
Bei den Kommunalwahlen in Schleswig-Holstein 2018 erzielte die CDU 33,6 Prozent der Stimmen und erhielt 4 von diesmal insgesamt nur noch 11 Sitzen in der  Gemeindevertretung. Die neue Wählergruppe AN vereinigte 27,9 Prozent der Stimmen auf sich und erhielt 3 Sitze, die Wählergemeinschaft AWG 23 Prozent und der SSW 15,6 Prozent (jeweils 2 Sitze). Die Wahlbeteiligung betrug diesmal 52,6 Prozent.
Von 13 Sitzen der Gemeindevertretung hatte die Wählergemeinschaft AWG seit der Kommunalwahl 2008 sechs, die CDU und die SPD je drei und der SSW einen. Bei den Wahlen am 26. Mai 2013 erhielten die AWG 39,6 Prozent, die CDU 25,0 Prozent, die SPD 22,4 Prozent, der SSW 10,0 Prozent und die Wählergruppe NfWGN 3,0 Prozent der abgegebenen Stimmen. Die Sitzverteilung blieb unverändert. Die Wahlbeteiligung betrug zuletzt 50,3 Prozent.

### Bürgermeister
Nachdem der zu Beginn der Wahlperiode erstmals gewählte Bürgermeister Thomas Dose zum 1. September 2019 unter anderem vom Bürgermeisteramt zurückgetreten war, wurde am 17. September 2019 Jörg Hansen als vorheriger Stellvertreter zum neuen Bürgermeister bis 2023 gewählt.

### Wappen
Blasonierung: „Unter rotem, mit einem goldenen Balken nach unten abschließendem Schildhaupt, darin ein rechtsgewendeter goldener Mond zwischen zwei sechsstrahligen goldenen Sternen in Blau ein einmastiges goldenes Segelschiff mit viereckigem Segel, dessen Kiel, Steuerruder und seitliches Schwert teilweise unter der Wasserlinie verschwinden.“
Die Sterne und die Mondsichel sind dem Wappen der Wiedingharde entnommen. Der goldene Balken steht für den „Goldenen Ring“, den Deich des Wiedingharder Alten Kooges, der das Gemeindegebiet teilt. Das Segelschiff stellt ein stilisiertes „Hemsenboot“, lange Zeit das Hauptverkehrsmittel im Gotteskoog, dar. Die Farbgebung ist mit Gold, Rot und Blau traditionell nordfriesisch.

## Verkehr
Durch Neukirchen verläuft die schleswig-holsteinische Landesstraße 6 von der dänischen Grenze nach Ost-Bordelum zur Bundesstraße 5.

## Kultur

### Emil Nolde

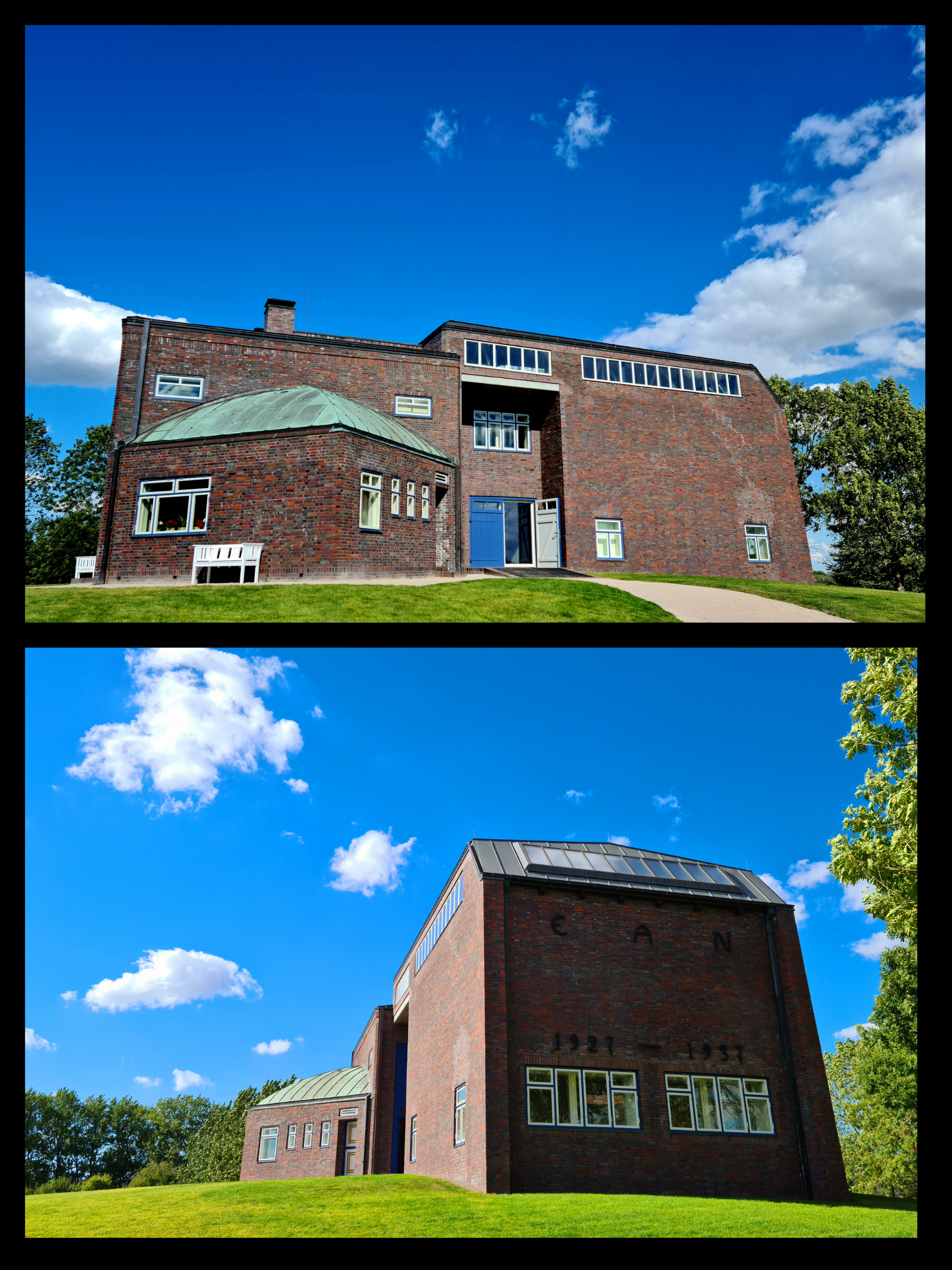
Haus Seebüll nach der Renovierung – aufgenommen im September 2022

Auf einer Warft errichtete Emil Nolde ein Wohngebäude mit Atelier und Ausstellungsräumen, das er – wie den Garten – selbst entworfen hatte und das er „Seebüll“ nannte. In diesem Gebäude lebte und arbeitete er von 1927 bis zu seinem Tod 1956. Nach seinem Tod wurde Seebüll in die Stiftung Seebüll Ada und Emil Nolde umgewandelt und – wie in Noldes Testament verfügt – als Museum genutzt. Haus und Garten sind weitgehend unverändert.

### Skandaløs-Festival
Am Badesee Hülltofter Tief findet seit 2011 jedes zweite Jahr im August das Skandaløs, ein Musik- und Kunstfestival, statt.